# John Boyega
John Boyega (17 de març de 1992) és un actor britànic-nigerià, que va debutar en el seu paper de Moses a la pel·lícula de 2011 Attack the Block.Filmografia
- 2011: Attack the Block
- 2011: Becoming Human
- 2011: Law & Order: UK
- 2011: Junkhearts
- 2011: Da Brick
- 2012: My Murder
- 2013: Half of a Yellow Sun
- 2013: The Whale
- 2014: Imperial Dreams
- 2014: 24: Live Another Day
- 2015: Star Wars episodi VII: El despertar de la força